# Qibla Cola
Qibla Cola is een frisdrank met cola-smaak. Het was het belangrijkste product van de Qibla Cola Company, die was gevestigd in Derby, Engeland. Het bedrijf onderscheidde zichzelf en zijn producten van vele concurrenten door onder andere 10% van alle winst te doneren aan het goede doel.
De Qibla Cola Company werd opgericht door twee neven: Zahida Parveen en Zafer Iqbal. Qibla Cola werd in februari 2003 op de markt gebracht in het Verenigd Koninkrijk en werd al na enkele maanden in het gehele land gedistribueerd. Grote media-aandacht voor het product leidde ook elders in de wereld tot bekendheid, waarna ook vanuit andere landen investerings-aanbiedingen kwamen.
Er werden overeenkomsten afgesloten met bedrijven in andere Europese landen, Noord-Amerika en Azië. Onder deze landen waren Nederland, Pakistan, Bangladesh en Maleisië.

## Filosofie
De marketingcampagne en bedrijfsvisie van Qibla Cola richtten zich op het verlangen naar verantwoordelijke consumptie. Het bedrijf zei een goed alternatief te bieden aan cola-drinkers die zich zorgen maakten om de manier van werken van de grote multinationals als Coca-Cola en Pepsi.
De voornaamste linguïstische betekenis van het woord qibla is "richting". Qibla Cola ging uit van deze betekenis en richtte zich dan ook op consumenten uit alle religies en etnische achtergronden. Men was echter vooral succesvol was onder moslims. Alle producten van het bedrijf waren halal; het woord qibla is ook het meest bekend als richting waarin moslims bidden.
Er werd gezegd dat de naam Qibla ook een woordspeling zou zijn als variatie op de achternaam van een van de oprichters van het bedrijf (Iqbal).
Naast twee soorten cola produceerde en verkocht het bedrijf ook andere dranken:
- Qibla Mango
- Qibla Guava
- Qibla Fantasy (sinaasappelsmaak)
- Qibla 5 (lemon-lime)
- Qibla Water (premium spring water)

De voornaamste concurrenten van Qibla waren Zam Zam Cola en de welbekende Amerikaanse merken Coca-Cola en Pepsi.

## Einde
Het bedrijf hield in september 2005 op te bestaan, nadat de oprichters zeiden dat ze slachtoffer waren geworden van concurrentievervalsing door andere bedrijven.
De takken die het bedrijf had in Maleisië, Pakistan en Bangladesh zijn nog altijd actief als onafhankelijke bedrijven.